# Vlag van Córdoba (provincie van Argentinië)

Huidige vlag van Córdoba.

Vlag van Córdoba uit 2010.

De vlag van Córdoba bestaat uit drie even brede verticale banen, vanaf de hijszijde in de kleuren wit, lichtblauw en rood. In de lichtblauwe baan staat de Inka-zon die ook in de Argentijnse vlag staat. Het werd aangenomen op 16 december 2010. De kleuren van de vlag zijn aangepast in 2014.

## Vlag aangenomen in 1986 en verboden in 1987.

Vlag aangenomen in 1986 en verboden in 1987.

De vorige vlag werd in 1986 door het provinciale parlement aangenomen, maar de provinciale regering bracht een veto uit tegen dit besluit. Derhalve heeft de vlag geen officiële status.
De vlag bestaat uit drie even brede verticale banen, vanaf de hijszijde in de kleuren wit, lichtblauw en rood. In de lichtblauwe baan staat de Inka-zon die ook in de Argentijnse vlag staat; de rode baan toont een witte toren die ook in het wapen van Córdoba staat.